# 5e cérémonie des Houston Film Critics Society Awards
La 5e cérémonie des Houston Film Critics Society Awards, décernés par la Houston Film Critics Society, a eu lieu le 7 janvier 2012, et a récompensé les films réalisés en 2011.

## Palmarès

### Meilleur film
- The Descendants
  - Cheval de guerre (War Horse)
  - Drive
  - Extrêmement fort et incroyablement près (Extremely Loud and Incredibly Close)
  - Minuit à Paris (Midnight in Paris)
  - Take Shelter
  - The Artist
  - La Couleur des sentiments (The Help)
  - The Tree of Life
  - Les Winners (Win Win)

### Meilleur réalisateur
- Nicolas Winding Refn pour Drive
  - Alexander Payne pour The Descendants
  - Michel Hazanavicius pour The Artist
  - Terrence Malick pour The Tree of Life
  - Woody Allen pour Minuit à Paris (Midnight in Paris)

### Meilleur acteur
- Michael Fassbender pour le rôle de Brandon Sullivan dans Shame
  - George Clooney pour le rôle de Matt King dans The Descendants
  - Jean Dujardin pour le rôle de George Valentin dans The Artist
  - Brad Pitt pour le rôle de Billy Beane dans Le Stratège (Moneyball)
  - Michael Shannon pour le rôle de Curtis LaForche dans Take Shelter

### Meilleure actrice
- Tilda Swinton pour le rôle d'Eva Khatchadourian dans We Need to Talk about Kevin
  - Viola Davis pour le rôle d'Aibileen Clark dans La Couleur des sentiments (The Help)
  - Elizabeth Olsen pour le rôle de Martha dans Martha Marcy May Marlene
  - Meryl Streep pour le rôle de Margaret Thatcher dans La Dame de fer (The Iron Lady)
  - Michelle Williams pour le rôle de Marilyn Monroe dans My Week with Marilyn

### Meilleur acteur dans un second rôle
- Albert Brooks pour le rôle de Bernie Rose dans Drive
  - Armie Hammer pour le rôle de Clyde Tolson dans J. Edgar
  - Christopher Plummer pour le rôle de Hal dans Beginners
  - Andy Serkis pour le rôle de César dans La Planète des singes : Les Origines (Rise of the Planet of the Apes)
  - Alex Shaffer pour le rôle de Kyle Timmons dans Les Winners (Win Win)

### Meilleure actrice dans un second rôle
- Shailene Woodley pour le rôle d'Alex King dans The Descendants
  - Janet McTeer pour le rôle de Hubert Page dans Albert Nobbs
  - Jessica Chastain pour le rôle de Celia Foote dans La Couleur des sentiments (The Help)
  - Melissa McCarthy pour le rôle de Megan dans Mes meilleures amies (Bridesmaids)
  - Octavia Spencer pour le rôle de Minny Jackson dans La Couleur des sentiments (The Help)

### Meilleur scénario
- The Descendants – Alexander Payne, Nat Faxon et Jim Rash
  - 50/50 – Will Reiser
  - The Artist – Michel Hazanavicius
  - Minuit à Paris (Midnight in Paris) – Woody Allen
  - Les Winners (Win Win) – Thomas McCarthy et Joe Tiboni

### Meilleure photographie
- The Tree of Life – Emmanuel Lubezki
  - The Artist – Guillaume Schiffman
  - Cheval de guerre (War Horse) – Janusz Kamiński
  - Hugo Cabret (Hugo) – Robert Richardson
  - Drive – Newton Thomas Sigel

### Meilleure chanson originale
- "Life's A Happy Song" de Bret McKenzie – Les Muppets, le retour (The Muppets)
  - "Lay Your Head Down" de Brian Byrne et Glenn Close – Albert Nobbs
  - "Star-Spangled Man" de Alan Menken et David Zippel – Captain America: First Avenger (Captain America: The First Avenger)
  - "The Living Proof" de Mary J. Blige – La Couleur des sentiments (The Help)
  - "Think You Can Wait" de The National – Les Winners (Win Win)

### Meilleure musique de film
- The Artist – Ludovic Bource
  - Cheval de guerre (War Horse) – John Williams
  - Harry Potter et les Reliques de la Mort – 2e partie (Harry Potter and the Deathly Hallows: Part 2) – Alexandre Desplat
  - Les Aventures de Tintin : Le Secret de La Licorne (The Adventures of Tintin) – John Williams
  - Shame – Harry Escott

### Meilleur film en langue étrangère
- J'ai rencontré le Diable (악마를 보았다) •  Corée du Sud
  - 13 Assassins (十三人の刺客) •  Japon
  - Troupe d'élite 2 (Tropa de Elite 2 – O Inimigo Agora é Outro) •  Brésil
  - The Artist •  France
  - La piel que habito •  Espagne

### Meilleur film d'animation
- Rango
  - Les Aventures de Tintin : Le Secret de La Licorne (The Adventures of Tintin)
  - Happy Feet 2 (Happy Feet Two)
  - Kung Fu Panda 2
  - Le Chat potté (Puss in Boots)
  - Winnie l'ourson (Winnie the Pooh)

### Meilleur film documentaire
- Le Projet Nim (Project Nim)
  - Buck
  - La Grotte des rêves perdus (Cave of Forgotten Dreams)
  - The Elephant in the Living Room
  - Undefeated

### Meilleur film indépendant du Texas
- Deadbeat TV, Volume 2
  - The Great American Moon Rock Caper
  - Jacob
  - Puncture
  - Stick 'Em Up

### Pire film
- Votre Majesté (Your Highness)
  - Jack et Julie (Jack and Jill)
  - Le Chaperon rouge (Red Riding Hood)
  - Baby-sitter malgré lui (The Sitter)
  - Les Schtroumpfs (The Smurfs)
  - Twilight, chapitre IV : Révélation (The Twilight Saga: Breaking Dawn – Part 1)

### Meilleure réussite artistique
- Hunter Todd et Mary Lampe

### Meilleure réalisation technique
- La Planète des singes : Les Origines (Rise of the Planet of the Apes)

### Humanitarian of the Year Award
- Joanne King Herring

### Lifetime Achievement Award
- Jeff Bridges